# لارگو وینچ (فیلم)
لارگو وینچ (به انگلیسی: Largo Winch) فیلمی محصول سال ۲۰۰۸ و به کارگردانی ژروم سال است. در این فیلم بازیگرانی همچون تومه سیسله، کریستین اسکات توماس، میلانی تیری، کارل رودن، میکی مانویلوویچ، استیون ودینگتون، آن کنسینی ایفای نقش کرده‌اند.
دنباله این فیلم لارگو وینچ ۲ نام دارد.